# Chikamatsu Monzaemon
Chikamatsu Monzaemon (近松門左衛門?), seudónimo de Sugimori Nobumori (杉森信盛?) (provincia de Echizen, 1653 - Osaka, 6 de enero de 1725) fue un dramaturgo japonés del jōruri, un arte teatral de marionetas, antecesor del bunraku y del kabuki. Es considerado uno de los dramaturgos más importantes de Japón, debido a su innumerable cantidad de obras realizadas (110 obras de jōruri y 30 de kabuki), razón por la que es conocido como el "Shakespeare japonés".

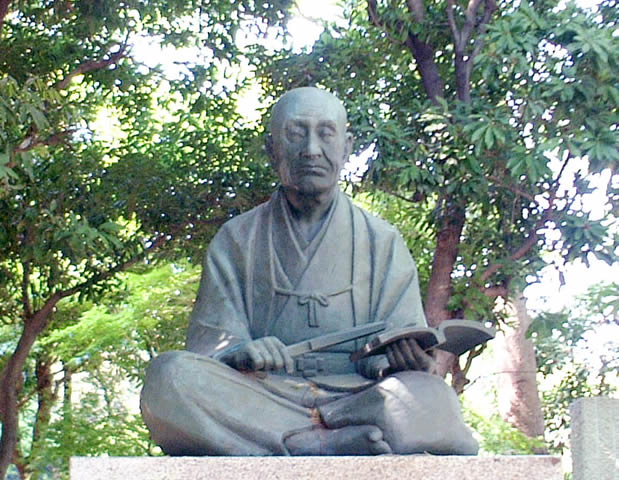
Estatua de Chikamatsu Monzaemon.

Dichos relatos eran ofrecidos como una forma de entretenimiento para los teatros de Osaka y Kioto, y fue reconocido por sus obras de doble suicidio e historias reflejadas de personajes comunes, siendo las primeras obras de este tipo en el mundo.

## Biografía
Chikamatsu nació como Sugimori Nobumori to a samurai family. There is disagreement about his birthplace. The most popular theory en el seno de una familia de samuráis. Existe desacuerdo sobre su lugar de nacimiento. La teoría más popular sugiere que nació en la provincia de Echizen, pero hay otros lugares plausibles, entre ellos Hagi, Provincia de Nagato.  Su padre, Sugimori Nobuyoshi, sirvió al daimyōMatsudaira en Echizen como médico. El hermano menor de Chikamatsu se hizo médico, y el propio Chikamatsu escribió un libro sobre asistencia sanitaria.
En aquella época, los médicos que servían a los daimyōs tenían estatus de samurái. Pero el padre de Chikamatsu perdió su cargo y se convirtió en un rōnin', un samurái sin señor. En algún momento de su adolescencia, entre 1664 y 1670, Chikamatsu se trasladó a la capital imperial, Kioto, con su padre donde sirvió durante unos años como oscuro paje de una familia de la nobleza civil, pero aparte de eso, poco se sabe de este periodo de la vida de Chikamatsu. Publicó su primera obra literaria conocida en este periodo, un haiku que apareció en 1671. Tras servir como paje, aparece a continuación en los registros del templo Gonshō-ji (近松寺) (sugerido durante mucho tiempo como el origen de su seudónimo «Chikamatsu», que es lectura kun de 近松) en la provincia de Ōmi, en la actual prefectura de Shiga.
Con la producción en 1683 de su obra de marionetas en Kioto sobre los hermanos Soga ('Los sucesores de Soga o «El heredero de Soga»; Yotsugi Soga), Chikamatsu se dio a conocer como dramaturgo. Se cree que Los sucesores de Soga fue la primera obra de Chikamatsu, aunque a veces se afirma que 15 obras anónimas anteriores también fueron escritas por Chikamatsu. Chikamatsu también escribió obras para el teatro kabuki entre 1684 y 1695, la mayoría de las cuales estaban destinadas a ser interpretadas por un famoso actor de la época, Sakata Tōjūrō (1647-1709). Después de 1695, y hasta 1705, Chikamatsu escribió casi exclusivamente obras de kabuki, y luego abandonó abruptamente casi por completo ese género. Se desconoce el motivo exacto, aunque abundan las especulaciones: quizá las marionetas eran más dóciles y controlables que los ambiciosos actores de kabuki, o quizá Chikamatsu no consideró que mereciera la pena escribir para el kabuki desde que Tōjūrō estaba a punto de retirarse, o quizá la creciente popularidad del teatro de marionetas era irresistible desde el punto de vista económico. C. Andrew Gerstle sostiene que las colaboraciones de Chikamatsu con diversos intérpretes afectaron a su desarrollo como dramaturgo. Sus colaboraciones con practicantes de kabuki dieron lugar a personajes más realistas, mientras que su posterior colaboración con Takeda Izumo dio lugar a una mayor teatralidad.
En 1705, Chikamatsu se convirtió en «dramaturgo de plantilla», según anunciaban las primeras ediciones de El espejo de los artesanos del emperador Yōmei. En 1705 o 1706, Chikamatsu dejó Kioto por Osaka, donde el teatro de marionetas era aún más popular. La popularidad de Chikamatsu alcanzó su punto álgido con sus obras domésticas de suicidios amorosos, y con el éxito de taquilla de Las batallas de Coxinga en 1715, pero a partir de entonces los gustos de los mecenas se decantaron por festivales sangrientos más sensacionales y otras payasadas más crudas; las obras de Chikamatsu caerían en desuso, por lo que incluso la música real se perdería para muchas obras. 
En 1706, escribió una obra de marionetas en tres actos titulada Goban Taiheiki («Una crónica de la gran paz jugada en un tablero de ajedrez»), basada en la historia de los Cuarenta y siete rōnin; esta se convirtió en la base de la posterior y mucho más conocida Chūshingura'.
Murió el 6 de enero de 1725, en Amagasaki en la prefectura de Hyōgo, u Osaka.
En la actualidad, se ha verificado la autoría de 130 obras de Chikamatsu, y se sospecha que otras 15 obras (en su mayoría obras de los primeros kabuki) también fueron escritas por él.

## Su obra

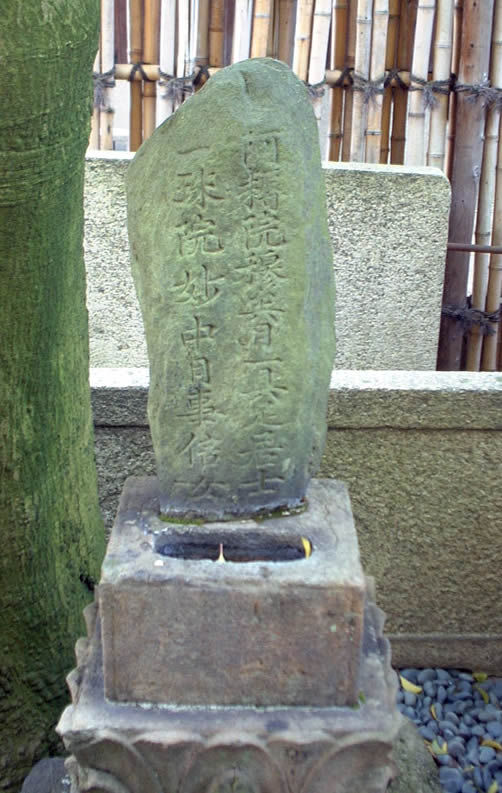
Tumba de Chikamatsu en el Templo Kousai.

Su primera obra para el teatro jōruri de títeres fue realizada en Kioto en 1683, con el título de Los herederos de Soga. Esta obra fue tan exitosa, que fue utilizada como pieza de apertura del nuevo teatro Takemoto-za en 1684. A partir de ese año hasta 1695, escribió obras del kabuki y que eran realizadas por Sakata Tōjūrō, un famoso actor de la época.

## Principales obras

### Jōruri
- Los herederos de Soga ( Yotsugi Soga?) (1683)
- Shusse Kagekiyo (出世景清) (1685)
- Los amantes suicidas de Sonezaki (曾根崎心中 Sonezaki Shinjū?) (1703)[13]
- Meido no Hikyaku (冥途の飛脚) (1711)
- Las batallas de Coxinga (国性爺合戦 Kokusen'ya Kassen?) (1715)
- Nebiki no Kadomatsu (寿の門松) (1718)
- Nihon Furisode Hajime (日本振袖始) (1718)
- Heike Nyogo no Shima (平家女護島) (1719)
- Suicidios por amor en Amijima (心中天網島 Shinjūten no Amijima?) (1720)[14]
- Onnagoroshi Abura no Jigoku (女殺油地獄) (1721)

### Kabuki
- Keisei Hotoke no Hara[15] (けいせい仏の原) (1699)
- Un mensaje de amor desde Yamato (1796, adaptación de Meido no Hikyaku)

## Adaptaciones

### Cine
La película en blanco y negro de Kenji Mizoguchi Chikamatsu Monogatari (literalmente, Una historia de Chikamatsu, pero con títulos en francés «Les amants crucifiées» y en inglés «The Crucified Lovers» es una película de 1954 basada en una obra de teatro doméstica de amante-suicidio de Chikamatsu llamada Daikyōji Mukashi Goyomi (1715).
La célebre película de 1969, Shinjū: Ten no Amijima (titulada en inglés como Double Suicide), de Masahiro Shinoda, emplea técnicas cinematográficas basadas en las convenciones del bunraku y toma como base la obra de Chikamatsu Los suicidios amorosos en Amijima.
Los suicidios amorosos en Sonezaki (película de 1978)
Los suicidios amorosos en Sonezaki (película de 1981)

### Ópera
Ópera Osan de la compositora japonesa Mayako Kubo, una adaptación de Shinjū: Ten no Amijima que se estrenó en el Nuevo Teatro Nacional de Tokio en febrero de 2005.